# طواف إينكو 2015
طواف إينكو 2015 (بالإنجليزية: 2015 Eneco Tour)‏ هو سباق دراجات هوائية أقيم بتاريخ 10–16 أغسطس، تكون السباق من 7 مراحل وامتدّ لمسافة 1120. 7 كم.

## روابط خارجية
- طواف إينكو 2015 على موقع إحصائيات الدراجات الإحترافية (الإنجليزية)